# Sibylle-Klasse
Die Sibylle-Klasse war eine Klasse von fünf 32-Kanonen-Fregatten 4. Ranges der französischen Marine, die von 1777 bis 1816 in Dienst stand.

## Allgemeines
Die Klasse bzw. das Typschiff wurde von dem Marinearchitekten Jacques-Noël Sané 1777 entworfen und unter seiner Bauaufsicht im Marinearsenal von Brest gebaut. Vier weitere Einheiten wurden im Jahr 1778 bestellt und je zwei in einer Werft in Saint-Malo (Bauaufsicht Jacques Denis Chevillard le Cadet) und Nantes (Bauaufsicht Jean-Jacques Maistral) gebaut.

## Einheiten
| Name     | Bauwerft            | Kiellegung    | Stapellauf        | Indienststellung | Verbleib |
| -------- | ------------------- | ------------- | ----------------- | ---------------- | --- |
| Sibylle  | Arsenal de Brest    | April 1777    | 1. September 1777 | November 1777    | Am 22. Februar 1783 durch die britische Marine gekapert, 1784 in London zum Abbruch verkauft |
| Diane    | Werft in Saint-Malo | März 1778     | 18. Januar 1779   | April 1779       | Am 17. März 1780 im Sturm bei St. Lucia gesunken |
| Néréide  | Werft in Saint-Malo | Oktober 1778  | 31. Mai 1779      | August 1779      | Am 20. Dezember 1797 durch die britische Marine gekapert und als HMS Nereide in Dienst gestellt; am 23. August 1810 durch die französische Marine gekapert (Seeschlacht von Grand Port), wiederum am 4. Dezember 1810 durch die britische Marine gekapert, am 1. März 1816 zum Abbruch verkauft |
| Fine     | Werft in Nantes     | Oktober 1778  | 11. August 1779   | Oktober 1779     | Im März 1794 in der Chesapeake Bay gesunken |
| Émeraude | Werft in Nantes     | Dezember 1778 | 25. Oktober 1779  | Dezember 1779    | 1797 in Brest außer Dienst und abgebrochen |

## Technische Beschreibung
Die Klasse war als Batterieschiff mit einem durchgehenden Geschützdeck konzipiert und hatte eine Länge von 43,91 Metern  (Geschützdeck) bzw. 39,14 Metern (Kiel), eine Breite von 11,21 Metern und einen Tiefgang von 5,68 Metern bei einer Verdrängung von 600/1082 Tonnen. Sie waren Rahsegler mit drei Masten (Fockmast, Großmast und Kreuzmast). Der Rumpf schloss im Heckbereich mit einem Heckspiegel, in den eine Galerie integriert war, die in die seitlich angebrachte Seitengalerie mündete.
Die Besatzung hatte eine Stärke von 265–270 Mann (9 bzw. 10 Offiziere und 255–260 Unteroffiziere bzw. Mannschaften). Die Bewaffnung bestand bei Indienststellung aus 32 Kanonen.
|                | Batteriedeck            | Backdeck                  | Achterdeck                 | Kanonen (Geschossgewicht) |
| -------------- | ----------------------- | ------------------------- | -------------------------- | ------------------------- |
| Design         | 26 × 12-Pfünder         |                           | 6 × 6-Pfünder              | 32 Kanonen (85,173 kg)    |
| 1799 (Nereide) | 26 × 12-Pfünder-Kanonen | 4 × 24-Pfünder-Karronaden | 12 × 24-Pfünder-Karronaden | 42 Geschütze (157,818 kg) |